# Maison au 6, rue Morel à Colmar
La maison au 6, rue Morel est un monument historique situé à Colmar, dans le département français du Haut-Rhin.

## Localisation
Ce bâtiment est situé au 6, rue Morel à Colmar.

## Historique
La demeure a été habitée par le conseiller Mathias Göcklin.
Le portail est daté de 1625.
La façade sur rue, les arcades, la tourelle d'escalier et le portail font l'objet d'une inscription au titre des monuments historiques depuis le 18 juin 1929.